# Cristina Rodlo
Cristina Rodríguez Lozano (Torreón, 21 de maio de 1990), conhecida profissionalmente como Cristina Rodlo, é uma atriz mexicana.
Rodlo construiu uma carreira de sucesso em seu país, aparecendo nas séries El Vato e Vuelve temprano de 2016-2017, finalmente ganhando uma indicação de Melhor Revelação Feminina no prêmio Diosas de Plata 2016, por sua atuação como Jackie Ramírez no filme Ladrones de 2015.
Em 2019, Rodlo decidiu tentar a sorte na televisão americana com papéis como Yaritza na série Amazon Prime, Too Old to Die Young; e como Luz Ojeda no drama histórico da AMC, The Terror. Nesse mesmo ano, Rodlo interpretou Suzu Ramós no remake de Miss Bala de 2019.
Em 2022, ela se juntou ao elenco no papel principal como Talia Perez na segunda temporada de Halo.

## Filmografia

### Cinema
| Ano  | Título                | Função           | Notas       | Ref(s) |
| ---- | --------------------- | ---------------- | ----------- | ------ |
| 2008 | Verano 79             | Eva              | Filme curto |        |
| 2011 | Red Hook Black        | Eva              |             |        |
| 2011 | Daydreamed            | Michelle         | Filme curto |        |
| 2012 | La condenada          | Ana              |             |        |
| 2015 | Ladrones              | Jackie Ramírez   |             |        |
| 2015 | Victoria              | Victoria         | Filme curto |        |
| 2016 | Juego de héroes       | Maro             |             |        |
| 2017 | Como te ves me vi     | Karla Quiñones   |             |        |
| 2018 | 11:11                 | Alicia           | Filme curto |        |
| 2019 | Perdida               | Fabiana          |             |        |
| 2019 | Miss Bala             | Suzu Ramós       |             |        |
| 2021 | The Dance             | Cristina         | Filme curto |        |
| 2021 | Nadie sale con vida   | Ambar            |             |        |
| 2022 | No One Gets Out Alive | Sara             |             |        |
| 2024 | The Beautiful Game    | Rosita Hernández |             |        |

### Televisão
| Ano       | Título                           | Função                  | Notas                          | Ref(s) |
| --------- | -------------------------------- | ----------------------- | ------------------------------ | ------ |
| 2012      | Pacientes                        | Brenda                  | 14 episódios                   |        |
| 2013      | Las trampas del deseo            | Rubí                    | 9 episódios                    |        |
| 2013      | Fortuna                          | Mónica Casasola         |                                |        |
| 2013      | 24 Casetas                       | Penélope                | 1 episódio                     |        |
| 2014      | Dos Lunas                        | Melissa                 | 9 episódios                    |        |
| 2015      | El Capitán Camacho               | Machu Joven             |                                |        |
| 2016-2017 | El Vato                          | Mariana Gaxiola         | 23 episódios                   |        |
| 2016-2017 | 2091                             | Enira                   | 12 episódios                   |        |
| 2016-2017 | Vuelve temprano                  | Isabel Urrutia Zavaleta | 92 episódios                   |        |
| 2019      | Too Old to Die Young             | Yaritza                 | 6 episódios                    |        |
| 2019      | The Terror                       | Luz Ojeda               | 10 episódios                   |        |
| 2017-2020 | Run Coyote Run                   | Tisha                   | 2 episódios                    |        |
| 2020      | 68 Whiskey                       | Rosa Alvarez            | 10 episódios                   |        |
| 2023      | Halo                             | Talia Pérez             | Papel principal (2ª temporada) |        |
| 2024      | Tengo que morir todas las noches | Aída Castillo           | 8 episódios                    |        |